# Anacornia
Anacornia is een geslacht van spinnen uit de familie hangmatspinnen (Linyphiidae).

## Soorten
De volgende soorten zijn bij het geslacht ingedeeld:
- Anacornia microps Chamberlin & Ivie, 1933
- Anacornia proceps Chamberlin, 1949